# Похищение быка из Куальнге
«Похище́ние быка́ из Куа́л(ь)нге» (в переводе С. В. Шкунаева), или «Угон быка́ из Куа́л(ь)нге» (в переводе А. А. Смирнова; ирл. Táin Bó Cúailnge, англ. The Cattle Raid of Cooley или The Táin) — центральная сага Уладского цикла, одного из четырёх больших циклов, составляющих сохранившуюся ирландскую мифологию. Записан на древне- и среднеирландском языке, большей частью в прозе, с несколькими стихотворными сегментами, особенно в моменты усиливающегося напряжения или эмоции.
Сага повествует о войне уладов с королевой Коннахта Медб и её мужем Айлилем, которые собирались украсть племенного быка Донна Куальнге, и об усилиях, которые прикладывал юный уладский герой Кухулин, чтобы противостоять им.

## Текст
«Похищение быка из Куальнге» сохранилось в двух основных вариантах.
Первый вариант содержится частично в «Книге Бурой Коровы», рукописи конца XI — начала XII века, составленного в монастыре Клонмакнойс, частично в рукописи XIV века «Жёлтая книга Лекана». Эти два источника перекрываются, позволяя скомбинировать полный текст. Таким образом, этот вариант — компиляция двух или более ранних версий, чем объясняется наличие в тексте большого количества дублирующихся эпизодов и отсылок к «другим версиям». Множество великолепных эпизодов написаны в характерной сжатой манере лучших образчиков староирландской литературы, другие — отрывки с неясным смыслом, в целом всё получается довольно неравномерно. Лингвистический анализ показывает, что часть текстов могла быть создана в VII веке, а некоторые стихотворные пассажи, возможно, даже раньше. Это дает основания предполагать, что «Похищение» долгое время перед записью передавалось устно.
Второй вариант содержится в рукописи XII века «Лейнстерская книга». Составитель текста старался создать связную версию эпоса, собрав вместе материалы из «Книги Бурой Коровы» и неизвестных источников «Жёлтой книги Лекана». Хотя с повествовательной точки зрения результат удовлетворителен, язык был переработан в гораздо более цветистом стиле, при этом потерялась вся скупость выражений ранних версий.
Версия из «Лейнстерской книги» заканчивается колофоном на латыни, в котором говорится:

Но я, записавший эту историю, или, вернее, эту басню, не верю в происшествия, описанные здесь. Некоторые из них — это уловки демонов, другие — поэтические выдумки; некоторые возможны, другие невозможны; хотя, однако, и предназначены для услаждения безрассудных.
Третий вариант известен по фрагментам из нескольких позднейших рукописей; он был опубликован М. Неттлау

## Предыстории (remscéla)
Основной текст предваряет несколько remscéla, или предысторий, рассказывающих о происхождении главных персонажей и объясняющий присутствие некоторых уладских вождей в Коннахтском лагере, проклятие, вызвавшее временную неспособность оставшихся уладов сражаться, и магическое происхождение быков Донна Куальнге и Финнбеннаха.
«Лейнстерская книга» упоминает «двенадцать remscéla», но названы по имени только десять:
1. «О захвате сида» (De gabáil int sída);
2. «Видение Мак Ока» (De aslingi in Maic Óic);
3. «Спор двух свинопасов» (De chopur na da muccida);
4. «Похищение коров Регамона» (De tháin bó Regamain);
5. «Приключение Неры» (De echtra Nerai);
6. «Зачатие Конхобара» (De Chompert Chonchobair);
7. «Сватовство к Ферб» (De thochmurc [Ferbe];
8. «Зачатие Кухулина» (De chompert ConCulaind);
9. «Похищение коров Флидас» (De thain bó Flidais);
10. «Сватовство к Эмер» (De thochmurc Emiri).

По предположению Р. Турнейзена, отсутствующими сагами являются «Похищение коров Дартады» и «Похищение коров Регамны». Список из четырнадцати remscéla приводится в рукописи RIA D.4.2.; он включает «Как было найдено похищение быка из Куальнге», «Захват сида», «Спор двух свинопасов», малые «Похищения», «Видение Энгуса» и некоторые другие тексты, которые не сохранились.

## Краткое содержание

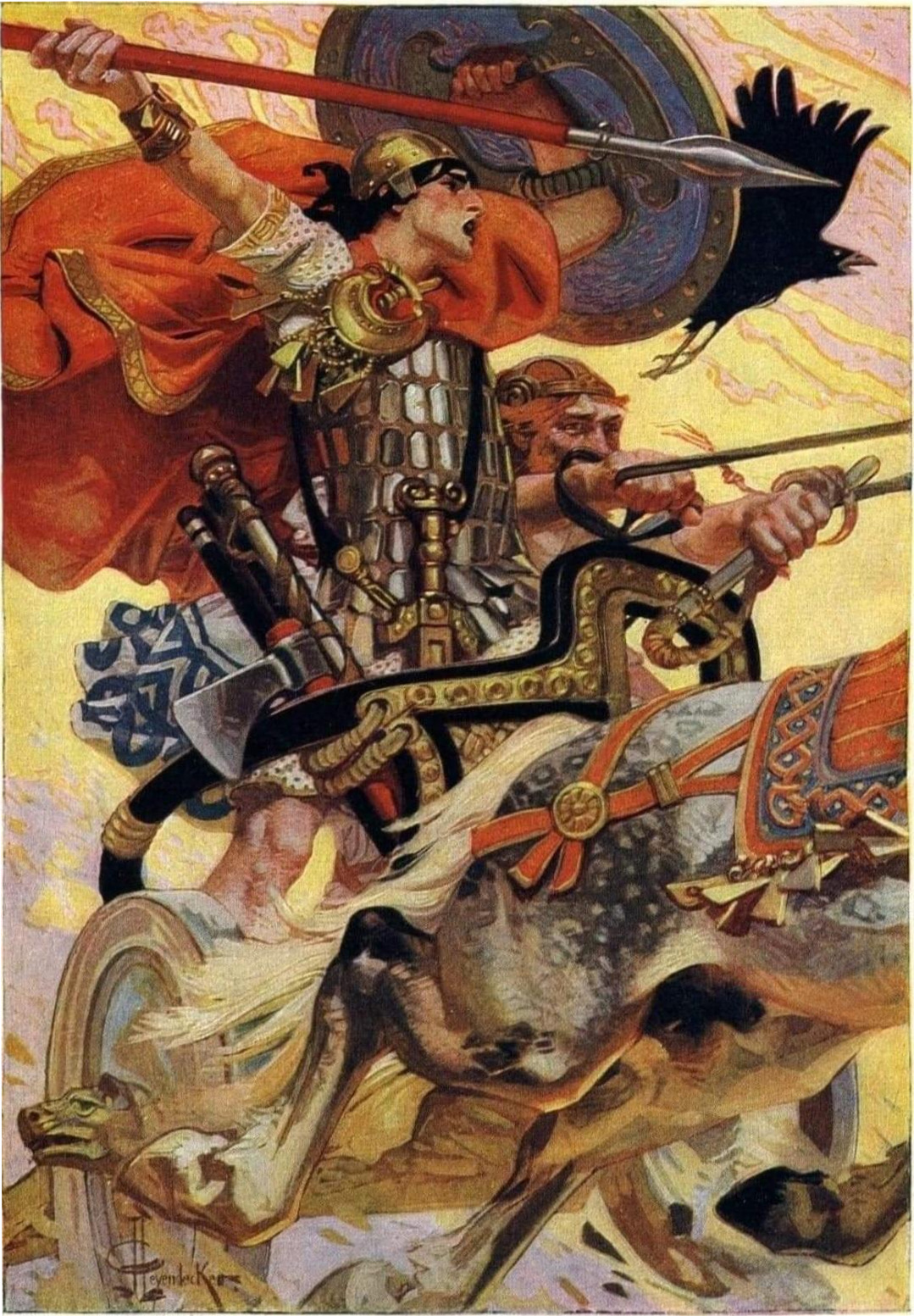
Кухулин. Иллюстрация Дж. К. Лейендекера, 1911 год.

### Начало
Собственно «Похищение» начинается с Айлиля и Медб, короля и королевы Коннахта, собирающих войска в Круахане (Крукхейвене), своей столице. В первом варианте причина сбора войск никак не объясняется, во втором добавлен пролог, где Айлиль и Медб сравнивают своё имущество и обнаруживают, что единственная вещь, которая есть у Айлиля, но нет у Медб — необычайно плодовитый бык Финнбеннах, рождённый в стаде Медб; над ним смеялись за то, что им владеет женщина, и потому он перешёл к Айлилю. Медб решает заполучить равного ему по плодовитости Донна Куалнге из Куальнге, чтобы стать равной своему супругу. Переговоры с владельцем о годовой аренде быка идут успешно, пока её посланники, пьяные, не открывают, что они бы взяли быка силой, даже если б одолжить его им не позволили. Сделка расторгается, и Медб поднимает армию, в том числе уладских изгнанников под предводительством Фергуса мак Ройха и других союзников, и пускается в поход для захвата быка. Отправляясь в путь, Медб просит о предсказании встреченную на дороге прорицательницу Федельм. Её пророчество оказывается неблагоприятным для армии Медб.

### Юношеские подвиги Кухулина
Улады выведены из строя проклятием. Единственный, кто может защитить Ольстер — это семнадцатилетний Кухулин, и он позволяет армии занять Ольстер врасплох, потому что его нет на посту, где он должен наблюдать за границей. Вернувшись, Кухулин убивает четырёх воинов Медб и оставляет их головы на столбе в русле реки. Фергус выдергивает столб и рассказывает коннахтцам о том, кто такой Кухулин, в частности, о его юношеских подвигах (macgnímrada). Прибыв ко двору Конхобара, Кухулин победил всех воспитывавшихся при дворе мальчиков. Кухулин убил огромную собаку кузнеца Кулана и в качестве компенсации согласился исполнять обязанности сторожевого пса: так он получил своё имя «Кухулин» — «пёс Кулана».

### Сражения Кухулина
Медб забирает быка, но Кухулин мешает ей увести его в Коннахт, применяя своё право биться один на один на переправе. Он побеждает борца за борцом в противостоянии, длящемся месяцами. Иногда в сражениях принимают участие сверхъестественные силы, в частности, богиня Морриган, которая сначала ссорится с Кухулином, а потом помогает ему исцелиться, и бог Луг (по некоторым версиям, отец Кухулина). Когда Фергус, его приемный отец, выходит против него, Кухулин соглашается отступить с условием, что в следующий раз при их встрече отступит Фергус. Наконец происходит физически и эмоционально изнурительная трехдневная дуэль между ним и его молочным братом и лучшим другом Фердиадом.

### Ополчение уладов

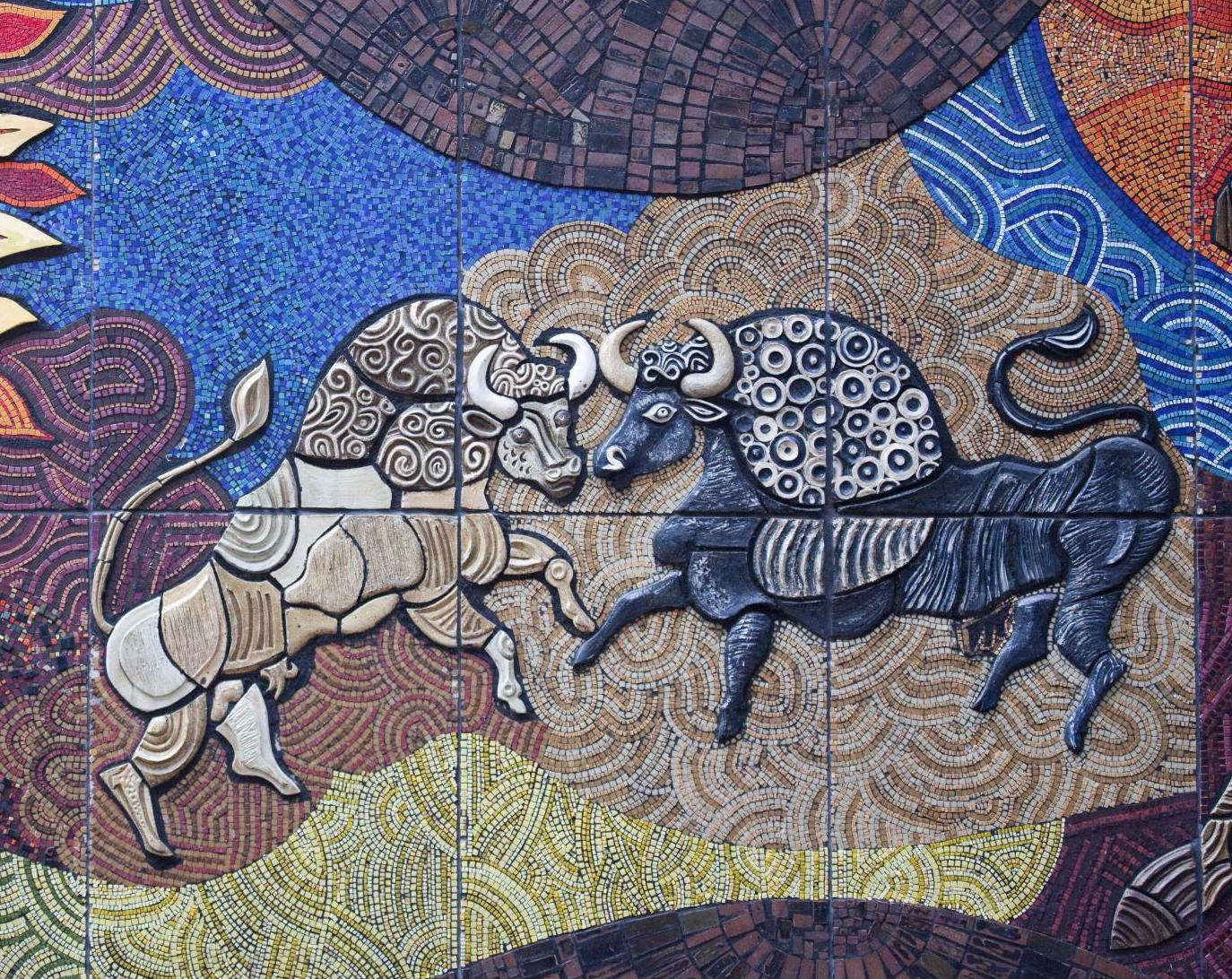
Финнбеннах (слева) и Донн Куальнге. Фрагмент настенной мозаики в Дублине, художник Десмонд Кинни (Desmond Kinney)

Суалтайм, отец Кухулина, отправляется в Эмайн Маху, моля Конхобара о помощи. Он трагически гибнет, но в конце концов улады начинают подниматься на битву. Следует пространное описание внешности и характера уладских героев: Мак Рот, друид Медб, описывает каждого воина, а Фергус узнает их по описанию и рассказывает о них Медб и Айлилю. Начинается последняя битва. Она заканчивается, когда Фергус выполняет обещание и сдается Кухулину, отводя войска с поля боя. Другие союзники Коннахта бегут, и Медб вынуждена отступить. Однако ей удается увести Донна Куальнге в Коннахт, где он бьется с Финнбеннахом, убивает его, сам получает смертельные раны. Бык идёт по Ирландии и роняет части тела Финнбеннаха. Затем Донн Куальнге возвращается домой и умирает от истощения.
Образ умирающего Кухулина, прикованного к каменному столбу, так, что даже перед смертью он встречает врагов стоя, принятый в начале XX века ирландскими республиканцами, пришёл не из «Угона», а из саги «Смерть Кухулина». Однако он был включен в некоторые устные версии «Угона», в которых Кухулин погибает от ран, полученных в последнем бою с Фердиадом.

## «Похищение» в поп-культуре
По мотивам саги были написаны романы «Гончая» Джорджа Грина, «Красная ветвь» Морган Лливелин и «Tain» Грегори Фроста. Она вдохновила ирландскую рок-группу Horslips на создание концептуального альбома The Tain (1973 год). Терри Райли с квартетом Rova записали музыкальное изображение этой саги под названием Chanting the Light of Foresight. У группы The Pogues в альбоме 1985 года Rum, Sodomy and the Lash имеется песня «The Sick Bed of Cuchulainn» («Постель больного Кухулина»).  Ирландская фолк-метал группа Cruachan обращается к теме «Похищения» (и других саг уладского цикла) почти в каждом своём альбоме. Наконец, The Decemberists выпустили в 2003 году мини-альбом, состоящий из одной песни «The Tain» длительностью 18 минут 35 секунд, в изложении лидера группы, Колина Мелоя.
У петербургской музыкальной группы «Драконь» в альбоме 2016 года «Кругосветка» есть песня «Правда о похищении быка из Куальнге», излагающая в шуточной форме альтернативную версию событий, происходивших в Куальнге.

### Вариант 1
- Cecile O’Rahilly’s текст и перевод на англ. на CELT
- Winifred Faraday’s translation

### Вариант 2
- Cecile O’Rahilly’s текст и перевод на CELT
- Ernst Windisch’s text matched with Joseph Dunn’s translation
- Перевод Джозефа Данна (Joseph Dunn) на сайте Sacred Texts[англ.]
- Перевод Джозефа Данна на сайте проекта «Гутенберг»